# Housseras
Housseras ist eine französische Gemeinde mit 489 Einwohnern (Stand 1. Januar 2022) im Département Vosges in der Region Grand Est (bis 2015 Lothringen); sie gehört zum Arrondissement Épinal.

## Bevölkerung
| Jahr      | 1962 | 1968 | 1975 | 1982 | 1990 | 1999 | 2006 | 2017 |
| --------- | ---- | ---- | ---- | ---- | ---- | ---- | ---- | ---- |
| Einwohner | 398  | 411  | 394  | 423  | 411  | 456  | 466  | 489  |

## Sehenswürdigkeiten
- Kirche Saint-Pient

## Persönlichkeiten
- Der Mathematiker Wolfgang Döblin (1915–1940) beging in Housseras am 21. Juni 1940 Suizid, um der Gefangennahme durch die Wehrmacht zu entgehen.[1]
- Sein Vater, der Schriftsteller Alfred Döblin (1878–1957), ist ebenso wie seine Mutter Erna Döblin auch auf dem Friedhof der Gemeinde beigesetzt.